# Maílton dos Santos de Sá
Maílton dos Santos de Sá, conhecido simplesmente como Maílton (Paraíso do Norte, 31 de maio de 1998) é um futebolista brasileiro que atua como lateral-direito. Atualmente, joga pela Chapecoense, emprestado pelo Metalist Kharkiv.

## Carreira

### Palmeiras
Nascido em Paraíso do Norte, Paraná, Maílton começou sua carreira de futebolista nas categorias de base do Palmeiras aos 16 anos de idade. No qual foi promovido em 2018, ano em que se destacou na Copa São Paulo de Futebol Júnior de 2018, mas nunca foi aproveitado pela equipe alviverde.

### Santa Cruz
Em 27 de fevereiro de 2018, assinou um contrato de empréstimo por 6 meses com o Santa Cruz. Fez sua primeira partida pela camisa tricolor em 10 de março de 2018, contra o CRB pela Copa do Nordeste, cujo terminou em um empate por 1 a 1.
Pelo Santa Cruz, fez 11 partidas e nenhum gol, acabou retornando ao Palmeiras em 28 de agosto de 2018.

### Mirassol
Em 2019, após não ser aproveitado pelo Palmeiras, rescindiu seu contrato com a equipe alviverde e Maílton foi anunciado como o novo reforço para o Mirassol. Entrou pela primeira vez na equipe como substituto na derrota por 1 a 0 para o Santos, em 9 de fevereiro, pelo Paulistão de 2019. No total, fez 8 partidas e nenhum gol.

### Operário Ferroviário
Após se destacar no Mirassol, foi emprestado ao Operário Ferroviário em 22 de abril de 2019. Fez sua primeira partida pelo fantasma em 25 de maio, contra o Botafogo-SP válida pela Série B de 2019, no qual terminou em uma derrota em casa por 2 a 0. Fez seu primeiro
gol em 30 de julho, em uma derrota fora de casa de 4 a 2 para o Atlético Goianiense, também válida pela Série B de 2019.
Suas boas atuações lhe renderam várias propostas de diversos clubes do Brasil, ganhou confiança na equipe paranaense e virou titular absoluto. No entanto, fez 28 partidas e 4 gols pelo Operário Ferroviário.

### Atlético Mineiro
Em 12 de dezembro de 2019, Maílton foi apresentado como o novo reforço do Atlético Mineiro em um contrato definitivo até dezembro de 2022. Fez sua primeira partida e seu primeiro gol em 26 de janeiro de 2020, em uma partida contra o Tupynambás, na qual terminou por 5 a 0. Não ganhou muito destaque na sua primiera passagem pelo clube mineiro, aparecendo em apenas 11 jogos e marcando apenas 1 gol.

### Coritiba
Pouco aproveitado pelo técnico Jorge Sampaoli no Atlético Mineiro, em 5 de novembro de 2020, foi anunciado o seu empréstimo até fevereiro de 2021 para o Coritiba. Só teve seu empréstimo confirmado em 12 de novembro de 2020, chegando com a expectativa de ser uma nova opção para um setor que o coxa-branca tem sofrido desde o início do ano.
Fez sua primeira partida pelo Coritiba em 16 de novembro de 2020 entrando como titular contra o Bahia, na qual a sua equipe foi derrotada em casa por 2 a 1.
Em 6 de março de 2021, foi anunciada a extensão de seu empréstimo até o fim da disputa do Campeonato Paranaense.

### Metalist Kharkiv
Em 4 de junho de 2021, foi acertado o empréstimo de Maílton ao Metalist Kharkiv, da Ucrânia, até junho de 2022. Ao fim do empréstimo, o clube adquiriu seu passe por um valor estimado em 750 mil dólares.

## Títulos
Palmeiras
- Campeonato Brasileiro: 2018

Atlético Mineiro
- Campeonato Mineiro: 2020

Ponte Preta
- Campeonato PaulistaSérie A2: 2023